# Hexenverfolgung in Basel

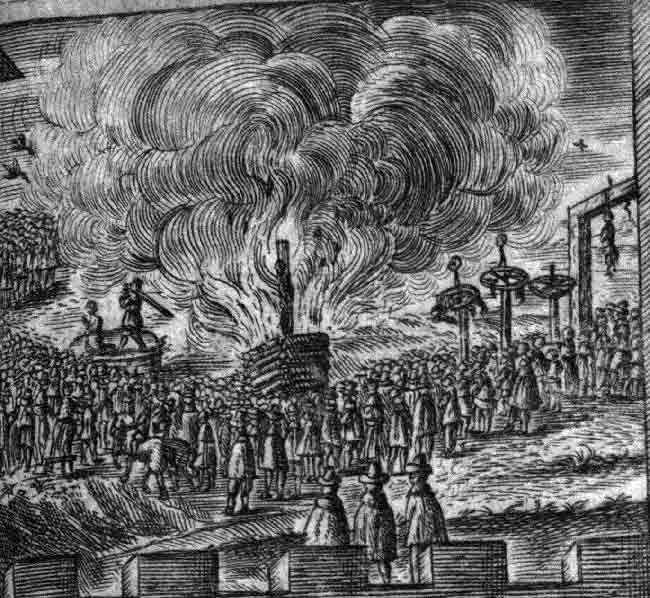
Hexenverbrennung

Die Hexenverfolgung in Basel zwischen dem 15. und 18. Jahrhundert war ein dunkles Kapitel der Geschichte. Im Zuge der Hexenverfolgung wurden europaweit etwa 100'000 Menschen wegen angeblicher Hexerei verurteilt und hingerichtet, wobei etwa 80 % der Opfer Frauen waren. Diese Menschen wurden beschuldigt, sich einer vermeintlichen Hexensekte angeschlossen zu haben und mit dem Teufel im Bunde zu stehen. Viele wurden aufgrund von Anzeigen vor Gericht gestellt und unter Folter zu Geständnissen gezwungen. Diese Geständnisse waren oft die Grundlage für ihre Verurteilung und Hinrichtung. In Basel wurden im späten Mittelalter und in der Neuzeit mindestens 29 Frauen als Hexen hingerichtet. 

## Hexenverfolgung
Die Hexenverfolgung gehört zu den tragischen Kapiteln der Stadt Basel; es spiegelt das weitverbreitete Phänomen der Hexenverfolgung während des Mittelalters und der Frühen Neuzeit wider. Auch Basel, eine Stadt in der Nordwestschweiz, war während des 15. bis 18. Jahrhunderts Schauplatz intensiver Hexenverfolgungen. Die Schicksale der als Hexen Bezichtigten sind teilweise in Gerichtsakten dokumentiert oder finden sich nur als Einträge im Stadtbuch, das die Kosten für Hinrichtungen verzeichnet. Bei der Hinrichtung einer Hexe entstanden Kosten, da der Henker und das Brennholz bezahlt werden mussten.
Um eine Frau als Hexe hinrichten zu können, war ein Geständnis notwendig, auch wenn nur wenige Frauen freiwillig zugaben, Menschen getötet oder sich mit dem Teufel eingelassen zu haben. Die Verfolger wandten Foltermethoden an, um ein Geständnis zu erzwingen. Viele Frauen gestanden, um der Folter ein Ende zu bereiten. Diese Verhöre fanden oft im «Eselsturm» am Barfüsserplatz statt. Die Verurteilten wurden öffentlich verbrannt oder wie Kindsmörderinnen und Ehebrecherinnen von der Mittleren Brücke ins Wasser geworfen. Die beliebtesten Hinrichtungsmethoden neben dem Ertränken war die Verbrennung auf dem Scheiterhaufen vor den Stadttoren, dort, wo sich heute der Zoo-Parkplatz befindet.

## Strafverfahren und Hinrichtung

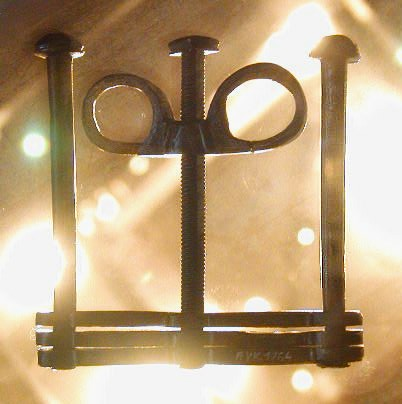
Daumenschraube

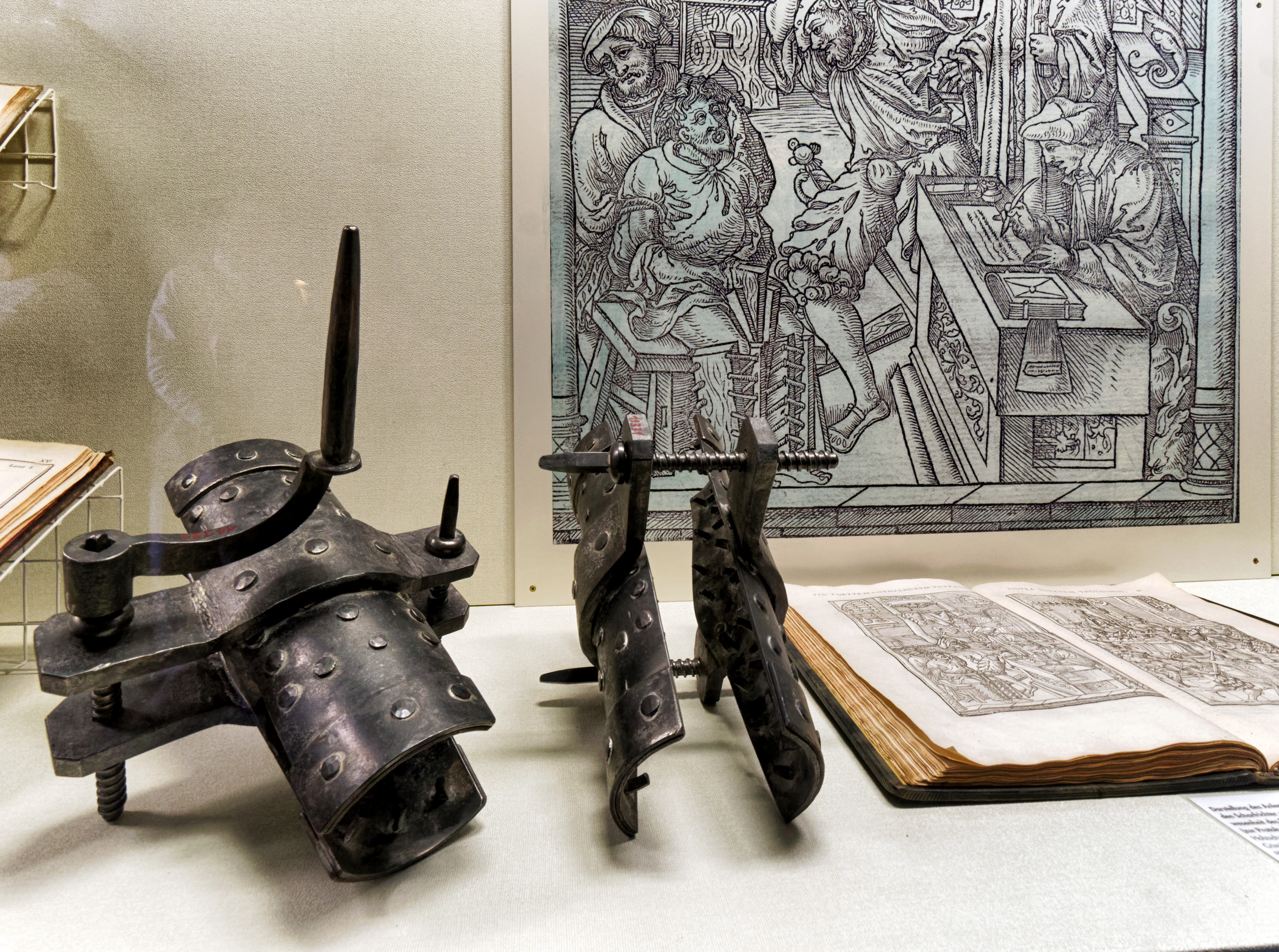
«Spanische Stiefel» im Mittelalterlichen Kriminalmuseum Rothenburg.

Es wurden verschiedene Foltermethoden angewendet, um Verurteilte dazu zu bringen, ein Geständnis abzulegen. Dazu gehörten Instrumente wie die «Daumenschraube» und der «Spanische Stiefel». Laut der Constitutio Criminalis Caroline (CCC) von Kaiser Karl V. war ein Geständnis notwendig, um jemanden der Hexerei zu überführen. Die Folterungen lockten viele Zuschauer an, jedoch durften die Folterer ihre Opfer nicht zu stark quälen, da sie bis zur Hinrichtung am Leben bleiben mussten.
An der Stelle der Gedenktafel auf der Basler Mittleren Brücke fanden viele Opfer der Hexenverfolgung ihren schrecklichen Tod. Der Henker band die meist weiblichen Verurteilten mit Händen und Füssen und beschwerte sie mit Gewichten, bevor er sie vor den Augen der neugierigen Zuschauer in den Rhein stiess. Helfer zogen dann mit langen Stangen die Leichen am St.-Johann-Tor ans Ufer.

## Rehabilitierung
Die Rehabilitierung von Personen, die fälschlicherweise wegen Hexerei verurteilt und hingerichtet wurden, ist ein bedeutender Schritt zur Anerkennung ihrer Unschuld und zur Aufarbeitung historischer Ungerechtigkeiten. In den letzten Jahren wurden in verschiedenen Städten in Deutschland und der Schweiz aufgrund von Bürgeranträgen Frauen und Männer aus dem späten Mittelalter und der Frühen Neuzeit rehabilitiert, die Opfer dieser Hexenprozesse wurden. Ein Beispiel hierfür ist die Rehabilitierung von Anna Göldin, bekannt als die «letzte Hexe der Schweiz», im Kanton Glarus im Jahr 2008.
Heute erinnert nichts mehr an diese grausamen Taten. Eine Tafel, initiiert von der Historikerin Brigitta Gerber, soll der hingerichteten Frauen gedenken.
Der Verein «Frauenstadtrundgang Basel» hat die Geschichte einiger dieser Opfer der Hexenverfolgung aufgearbeitet, darunter Barbel Schinbeinin aus Neuenburg, Margret Vögtlin aus Riehen und Gret Fröhlicher aus Basel. Die heutige Sichtweise aus naturwissenschaftlicher und rechtswissenschaftlicher Perspektive ist, dass die Anschuldigungen der Hexerei unbegründet waren. Diese falsch Verurteilten wurden nie rehabilitiert und gelten bis heute als schuldig im Sinne der Anklage.
Die Antragsteller Brigitta Gerber und andere haben den Regierungsrat des Kantons Basel-Stadt gebeten zu prüfen, ob die verurteilten Personen öffentlich für unschuldig erklärt werden können und ob ein Gedenkort in Form einer Tafel beim Käppelijoch geschaffen werden könnte. Der Grosse Rat von Basel hat am 10. Mai 2017 beschlossen, diese historische Rehabilitierung durch Aufstellung einer Gedenktafel zu unterstützen. Letzteres ist keine formelle Rehabilitierung. Die Regierung sagt, dass es nicht genug Dokumente aus dieser Zeit gebe, um die Prozesse neu zu bewerten. Viele Gerichtsakten von damals seien verloren gegangen. Gerber betont, dass die Hexenprozesse mehrere Jahrhunderte zurückliegen, was die Aufarbeitung erschwert. Dieser Schritt soll nicht nur die Unschuld der Opfer anerkennen, sondern auch ein Zeichen gegen die Ausgrenzung, Gewalt und Diskriminierung setzen, insbesondere gegenüber Frauen.

## Opfer der Hexenverfolgung
Quelle: altbasel.ch
- 1458: Gret Fröhlicher: Sie konnte sich vor Gericht erfolgreich gegen die Anschuldigungen verteidigen, indem sie den selbsternannten Hexenjäger Hans Müller von Fürenfeld wegen Verleumdungen verklagte. Doch acht Jahre später, nachdem sie sich von ihrem Mann getrennt hatte, wurde sie hingerichtet. Fröhlicher war eine Hebamme, die mit Frauen und Kindern arbeitete. Aufgrund des Glaubens, dass Hexen für ihre Rituale Babys und Kleinkinder brauchten, geriet sie in Verdacht. Schliesslich wurde sie im Jahr 1458 vom Prattler Gerichtsherr Hans Bernhard von Eptingen verurteilt und auf dem Scheiterhaufen verbrannt.
- Barbel Schinbeinin: Die Neuenburgerin brach unter Folter zusammen und gestand, sich dem Teufelskoitus hingegeben zu haben. Sie behauptete, der Teufel habe ihr Zauberkräfte verliehen, mit denen sie ein Mädchen in Kleinbasel gelähmt habe. Aufgrund dieses Geständnisses wurde sie von den Richtern zum Tode verurteilt.
- 1407: Anastasia Stralenbergins: Gattin von Künzlin Strammeler, ihr wurde vorgeworfen, böse Substanzen in das Essen ihres Mannes gemischt zu haben, was zu gesundheitlichen Problemen führte, und dass sie versucht habe, ihrem Liebhaber Hans Günther von Eptingen zu schaden, indem sie Zaubersprüche mit einem Wachsfigurenlein ausübte.
- 1407: Adelheid von Hohlenfels: Sie wurde beschuldigt, Männer mit dunkler Kunst getötet zu haben, und schliesslich auch ihren Ehemann, den sie mit verfluchten Briefen getötet haben soll. Die Morde wurden nicht anerkannt, da es keine Beweise gab, blieben jedoch Gerüchte. Sie wurde aus der Stadt verbannt.
- 1407: Gattin des Ennelin Hüglin aus Laufen BL: Sie soll ihrem Mann verzauberte böse Substanzen ins Essen gemischt haben, was zu schwerer Krankheit führte. Nachdem er aus ihrer Obhut gebracht worden war, wurde sie wegen versuchten Giftmords verbannt und lebenslang auf Schloss Thierstein eingemauert.
- 1407: Rese: Gattin des Rebknechts Ackermann, sie nutzte magische Praktiken, um Peter Vischer zu beeinflussen. Dazu gehörte das Verbrennen von frommem Speck und geweihtem Salz.
- 1407: Clare Tremlin: Sie lehrte Zauberei an Frau Vitztumin, um deren Mann zurückzugewinnen, da sie selbst Probleme mit ihrem Liebhaber hatte. Sie setzte ein Stück Galgenholz unter die Zunge, um ihren Liebhaber treu und gehorsam zu machen.
- 1407: Grede Ennelin: Die Frau des Henman von Leymen, sie wurde beschuldigt Hexerei betrieben zu haben, indem sie Hagel erzeugte, mit Schnecken und Kröten Zauberei betrieb und den Teufel beschwor. Sie floh aus der Stadt, bevor ein Urteil gefällt wurde.
- 1407: Anna zem Blumen: Sie wandte sich christlichen Ritualen wie dem St.-Christina-Segen oder der Ernte eines Liebeskrauts am St.-Johanns-Abend zu. Obwohl sie keine düsteren Rituale praktizierte, wurde sie ebenfalls aus der Stadt verbannt.
- 1602: Margreth Graf-Vögtlin:[2] Sie wurde wegen angeblicher Hexerei untersucht. Beim Foltern weigerte sie sich entschieden, ein Geständnis abzulegen. Dies jedoch erregte Aufmerksamkeit. Schlussendlich wurden nicht genügend Beweise für eine Verurteilung gefunden, und das Gericht sprach sie frei. Danach wurde sie in ein «Spital» eingeliefert. Weiteres ist unbekannt.